# Springtamarin
De springtamarin of Goeldi's marmoset (Callimico goeldii) is een primaat, behorende tot de klauwaapjes (Callitrichinae). Het is de enige soort uit het geslacht Callimico. De springtamarin werd pas in 1904 voor het eerst beschreven door Oldfield Thomas. Hij dankt de naam "Goeldi's marmoset" aan zijn ontdekker, de Zwitserse natuuronderzoeker Emil Goeldi.

## Ontwikkeling
De springtamarin neemt een bijzondere positie binnen de klauwaapjes in, omdat hij eigenschappen heeft die eerder met de overige apen van de Nieuwe Wereld worden geassocieerd dan met de klauwaapjes (bijvoorbeeld het krijgen van eenlingen in plaats van tweelingen en het hebben van drie kiezen in plaats van twee). Om die reden wordt de springtamarin vaak apart van de andere klauwaapjes geplaatst, soms zelfs in een aparte familie, de Callimiconidae.
Genetisch onderzoek heeft echter aangetoond dat de springtamarin wel degelijk thuishoort bij de overige klauwaapjes, en nauw verwant is aan de oeistiti's of penseelaapjes. Het moet gezegd worden dat de derde kies van de springtamarin zeer klein en onbruikbaar is, vergelijkbaar met de verstandskies van de mens. Andere klauwaapjes hebben waarschijnlijk deze verstandskiezen in de loop van de evolutie verloren. Waarom springtamarins slechts één jong krijgen is vooralsnog onduidelijk.

## Kenmerken
Net als andere klauwaapjes is de springtamarin een klein aapje met klauwachtige nagels. De springtamarin heeft een lange, zachte vacht, die bruinachtig zwart van kleur is met soms een gouden gloed. Over de staartwortel lopen bij volwassen dieren twee of drie lichtgekleurde ringen. Op de kop vormen deze lange haren een opstaande kraag, op de nek en schouders manen en op de rug een mantel. De staart is lang en dichtbehaard. Hij wordt 22 tot 23,4 centimeter lang, met een 25,5 tot 32,4 centimeter lange staart. Ze wegen 390 tot 670 gram.

## Leefwijze
Hij heeft een voorkeur voor dichte volwassen wouden als met lianen begroeide bamboebossen en lijkt menselijke nederzettingen te mijden. De springtamarin houdt zich voornamelijk op in de onderlaag van het bos en op de grond, alhoewel ze tot aan de top van de boom klimmen om voedsel te zoeken. Ze bewegen zich door de bomen voort met sprongen van soms wel vier meter.
Springtamarins leven in groepjes van zes tot tien dieren, bestaande uit een mannetje, één of twee vrouwtjes en hun nakomelingen. De groepjes leven ver van elkaar, en hebben een woongebied van ongeveer 30 tot 60 hectare.
De springtamarin leeft van vruchten, gom en boomsappen, insecten, spinnen en kleine gewervelden als hagedissen, kikkers en slangen. Om bij het boomsap te komen, knaagt hij met de voortanden aan de bast.

## Voortplanting
De springtamarin kan zich het gehele jaar door voortplanten, alhoewel in het wild de meeste jongen vroeg in het regenseizoen worden geboren. Het aapje krijgt, anders dan andere klauwaapjes, slechts één jong per worp, tweelingen zijn zeldzaam. De draagtijd bedraagt zo'n 139 tot 180 dagen. Het ene jong weegt bij de geboorte dertig tot zestig gram. De eerste tien tot twintig dagen zorgt enkel het vrouwtje voor het jong, daarna helpen ook andere groepleden mee. Na zeven weken kan hij zich zelfstandig voortbewegen en na twaalf weken wordt het jong gespeend.
De springtamarin is geslachtsrijp na 18 tot 24 maanden. De oudst bekende leeftijd is 17,9 jaar.

## Verspreiding
De springtamarin komt enkel in de regenwouden van het opperste Amazonebekken voor, in Zuid-Colombia, Oost-Ecuador, Oost-Peru, West-Brazilië en Noord-Bolivia.